# Ohä lätz! De Bünzli wird energisch!
Ohä lätz! De Bünzli wird energisch! ist ein Schweizer Dialekttonfilm, den Fredy Scheim nach eigenem Drehbuch 1935 inszenierte und darin auch die Titelrolle spielte. An seiner Seite ist Rudolf Bernhard zu sehen.

## Hintergrund
Der in Biel geborene, als «Zürcher Fredi» bekannt gewordene Volksschauspieler und Dialektkomiker Fredy Scheim (1892–1957), der in den 1920er Jahren mit einer eigenen Theatertruppe auftrat und durch Grammophonaufnahmen populär war, hatte mit der Titelgestalt in seinem Bühnenschwank Chäsfabrikant Heiri Bünzli eine Figur geschaffen, die den Schweizer Kleinbürger karikierte und sehr schnell zu einem Begriff wurde: den «Bünzli».
Um ihn drehte Scheim zu Beginn der Tonfilmzeit zwei Dialektfilme, Bünzlis Großstadterlebnisse 1930 und Ohä lätz! De Bünzli wird energisch! 1935, letzteren zusammen mit dem Schweizer Schauspieler Rudolf Bernhard (* 26. März 1901 in Basel; † 21. Oktober 1962 in Zürich), der bereits sein Bühnenpartner gewesen ist.
Für beide Filme schrieb er selbst die Drehbücher; bei letzterem führte er auch Regie.
Ohä lätz! De Bünzli wird energisch! gilt wie auch Bünzlis Großstadterlebnisse als verschollen.